# Kultuurikilomeeter
Kultuurikilomeeter är ett gång- och cykelstråk, som sträcker sig från Tallinns innerstad till stadsdelen Kalamaja i Estland.
Kultuurikilomeeter anlades inför Tallinns år som europeisk kulturhuvudstad 2011 på en banvall för ett tidigare industrispår. Det invigdes i maj 2011 och har senare byggts om, så att det följer den nyanlagda Kalarannagatan. Endast små sträckor av den ursprungliga kulturkilometern finns kvar. Den östra ändan ligger vid korsningen Rumbi och Logi i Talinns hamn och den andra vid gatan Kopli nära området Noblessner i Kalamaja. Stråket är omkring 2,5 kilometer långt.
Utmed stråket ligger Linnahall, Kultuurikatel, Patarei sjöfästning, Tallinns sjöflyghamn, Kalamaja kyrkogårdspark och Noblessner.

## Bildgalleri

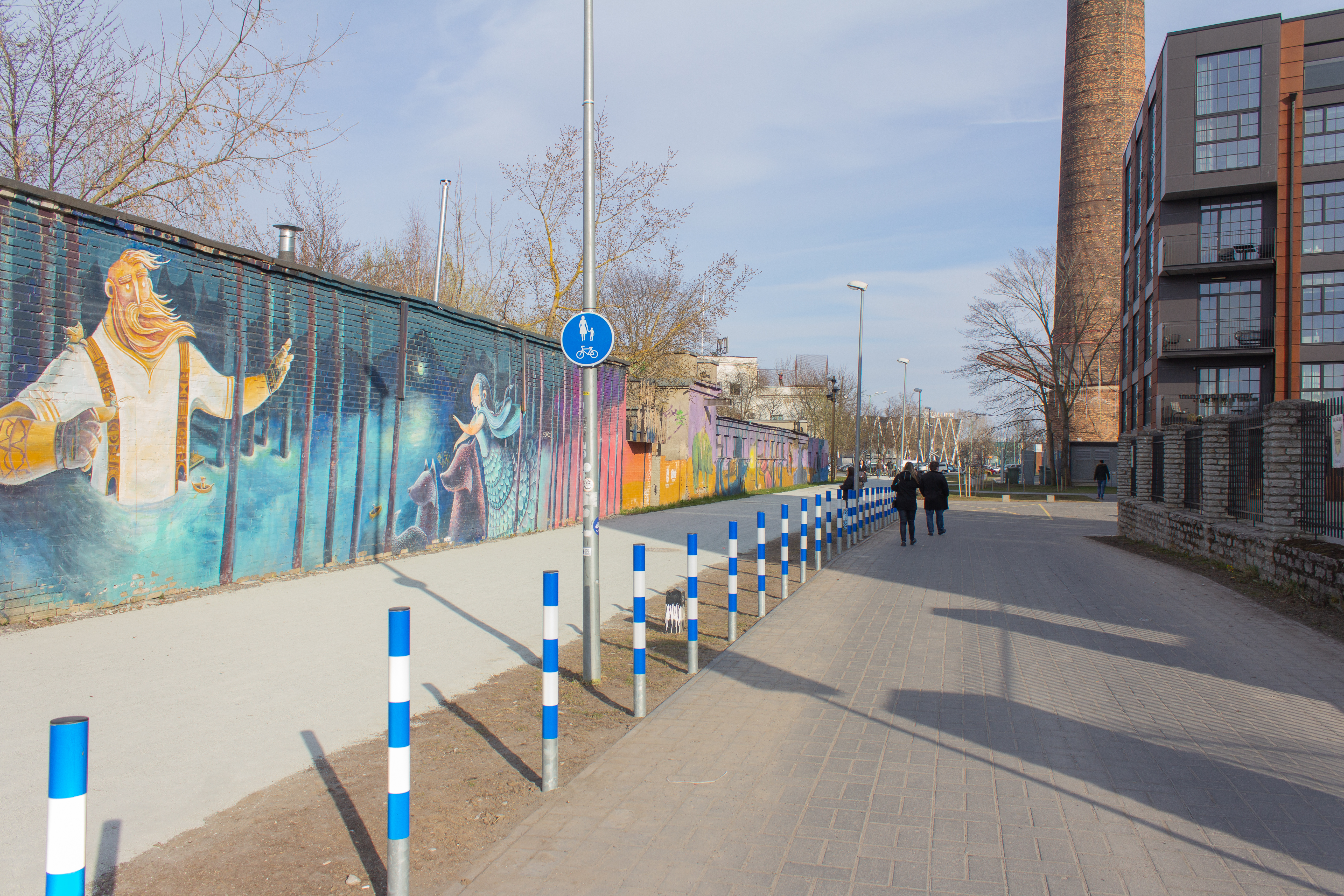
Konst vid Rumbi, 2019
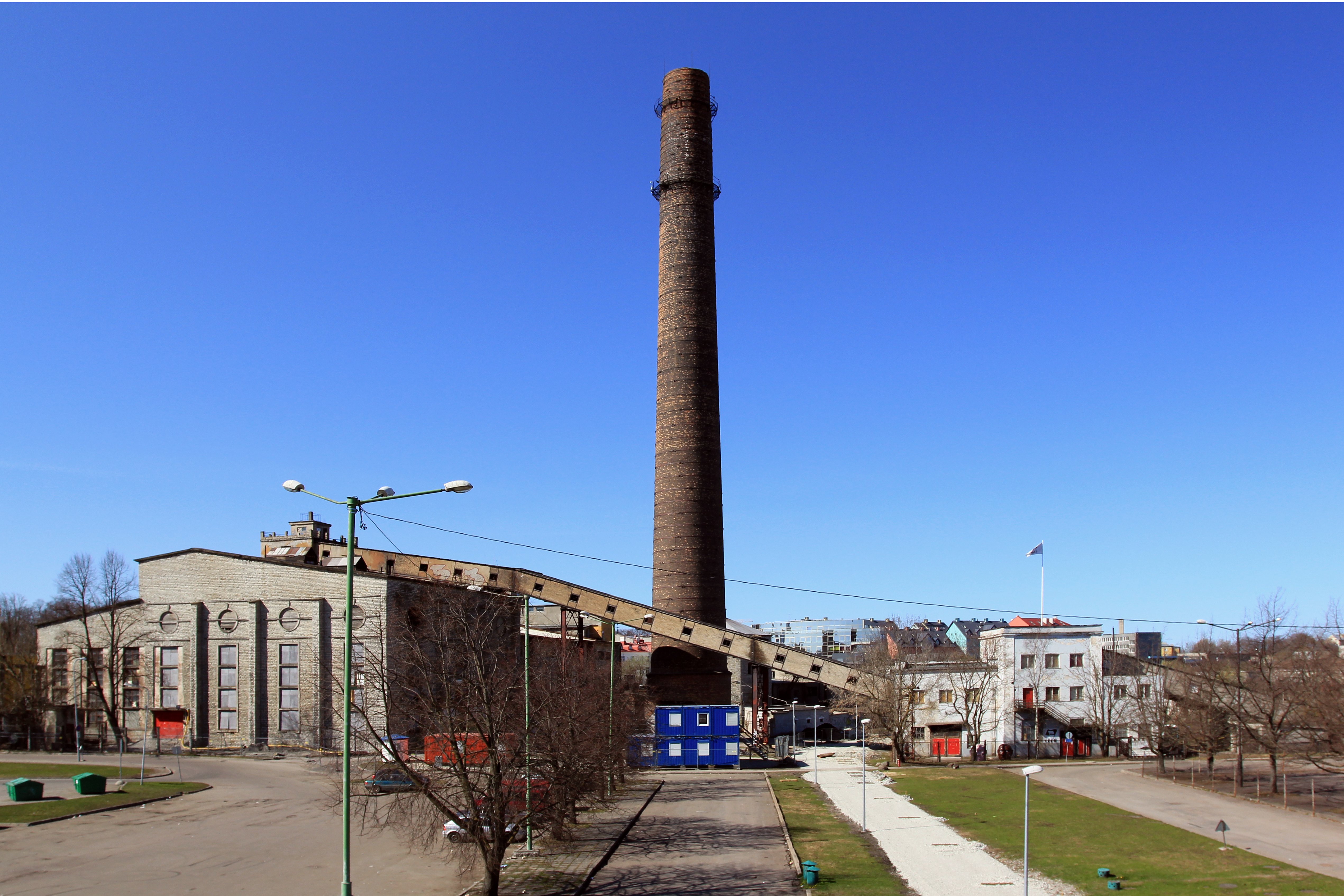
Passage förbi Tallinns gamla kraftverk, numera Kultuurikatel, 2011
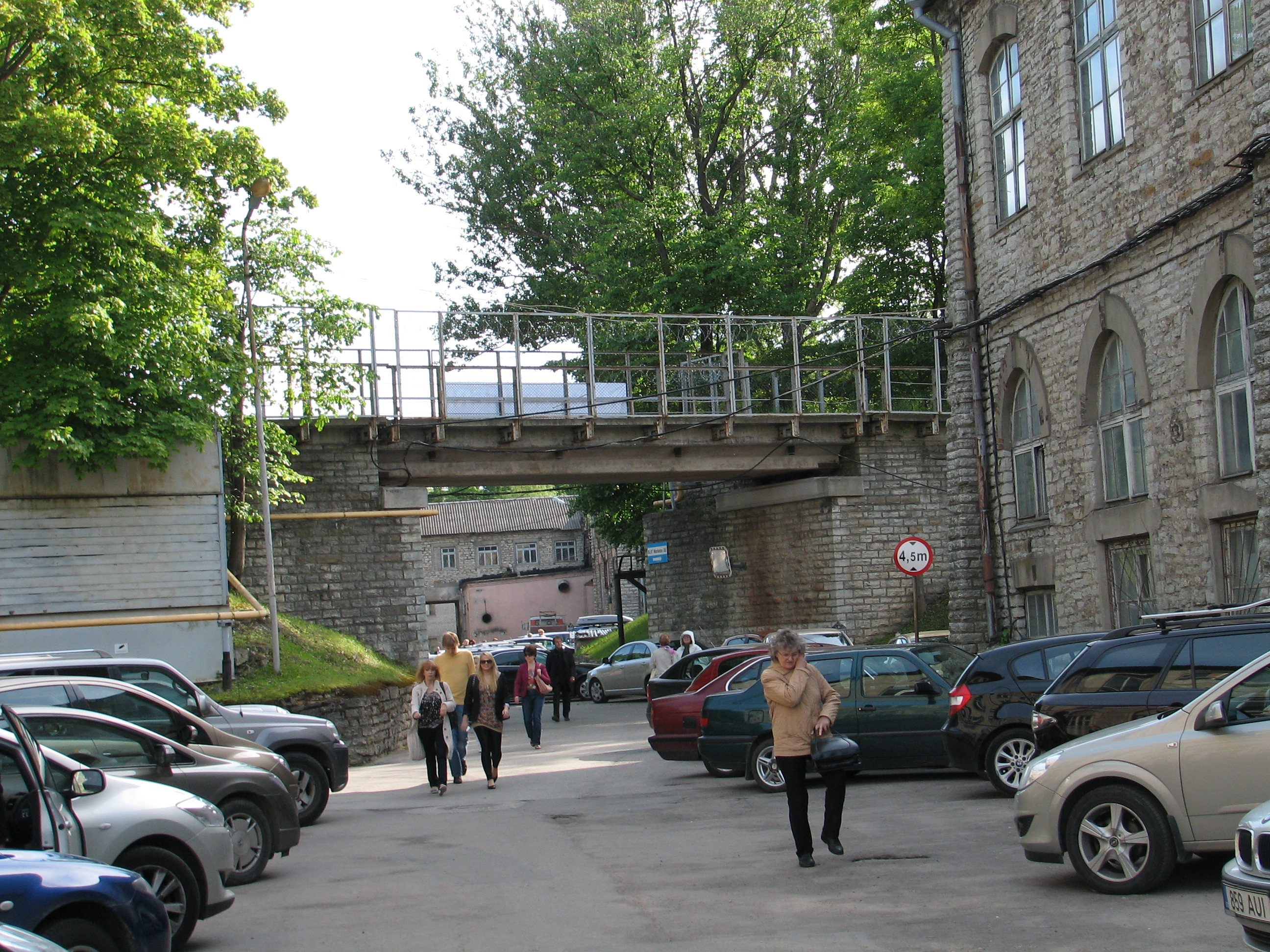
Tidigare viadukt över gatan Peetri i Nobel & Lessners fabriksområde i Noblessner, 2010